# Tastoanes

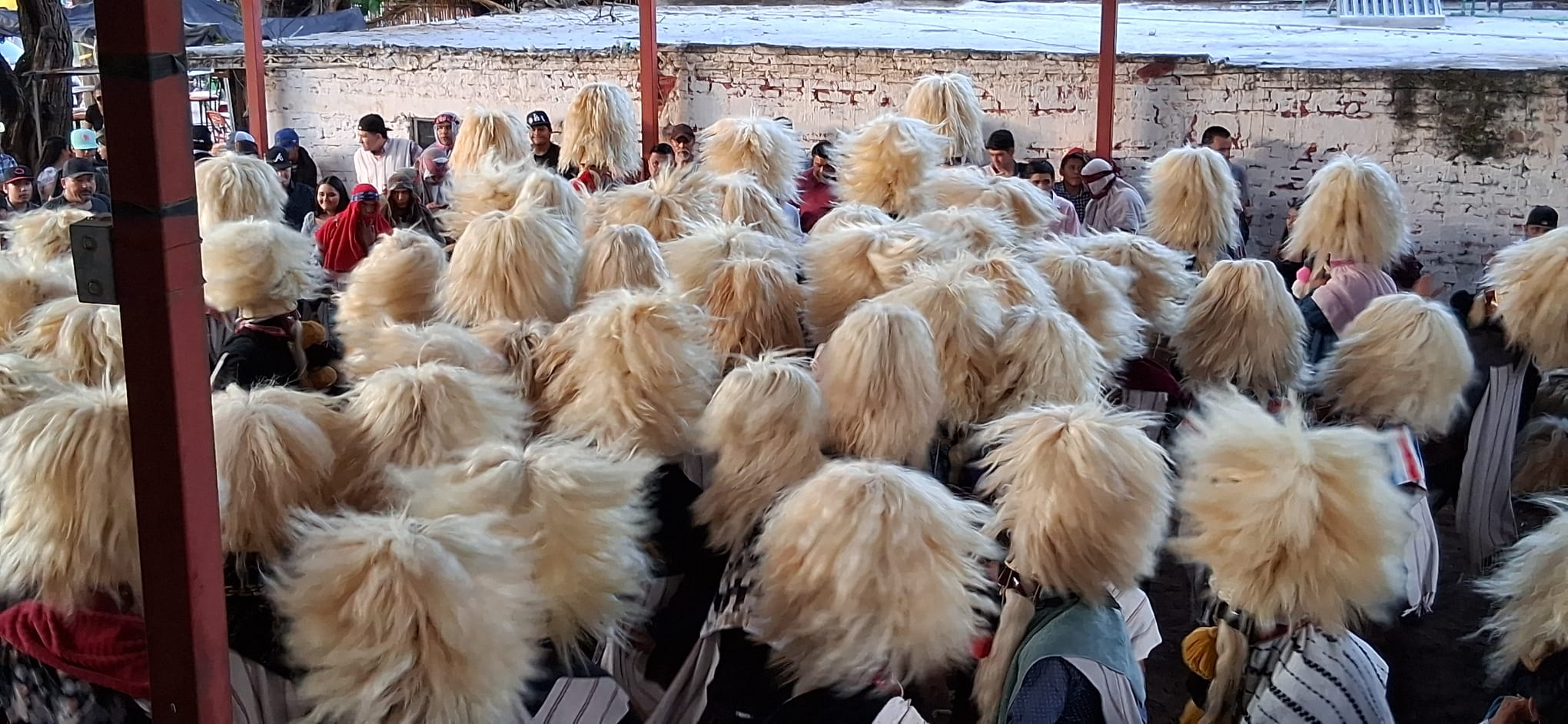
Tastuanes Mesquitera 2025

Tastuán o tastuanes (del caxcan taxtuani "rey/gobernante", cognado del nahuatl tlahtoani) es un término utilizado principalmente en México para referirse a una celebración principalmente religiosa que se lleva a cabo el 25 de julio en honor del apóstol Santiago el Mayor o, como se le conoce comúnmente en México, Santo Santiago. La palabra, como más delante se verá en este mismo artículo, fue históricamente cambiada de tlatoani a tastoán.

## Historia de la tradición y lugares en que se celebra

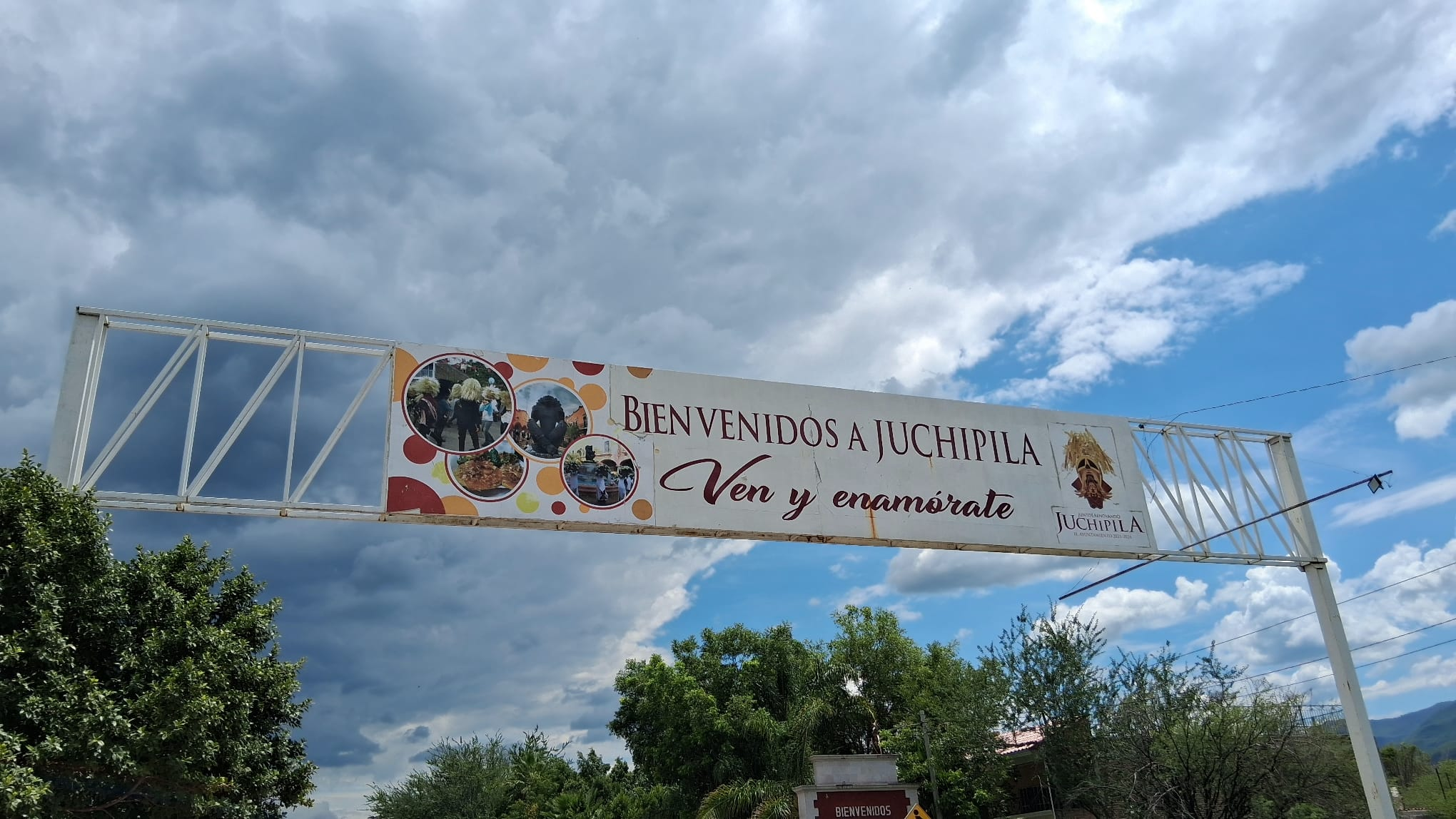
Juchipila, Zacatecas 2025

La fiesta en honor del Santo Santiago actualmente se celebra en regiones de lo que hoy son los estados de Zacatecas como Apozol, Jalpa, Juchipila, Moyahua de Estrada entre otros, y partes de Aguascalientes, así como en Tonalá y Zapopan, Jalisco.   
Esta tradición tiene su origen en tiempos de la conquista de México, sobre todo cuando Nuño Beltrán de Guzmán estaba intentando conquistar los territorios del Noroeste. Estas regiones conquistadas son actualmente el estado de Zacatecas, donde en el Cerro del Mixtón se iniciaron batallas de caxcanes contra españoles. Se cuenta que en la batalla de Tlacotán el 29 de septiembre de 1541, los caxcanes quemaron iglesias, profanaron imágenes y atacaron por sorpresa.
Después, los españoles al grito de "¡Santiago sea con nosotros!", derrotaron e hicieron huir a los indios. Después de la batalla, se cuenta que algunos de los indios que sobrevivieron estaban escondidos bajo las pilas de agua y los pretiles, atemorizados y derrotados, los que pudieron entender su dialecto, tradujeron que estaban escondidos porque un hombre barbado montado en un caballo blanco blandía una espada en la mano y arrojaba humo haciendo a los indios abandonar la Iglesia e irse a refugiar para que aquel hombre que es Santo Santiago no les pudiera hacer daño a causa de sus rebeldías en contra de la Religión Católica.
Recordando lo inicialmente dicho, que la palabra tastuán viene del náhuatl tlatoani, y en español significa Señor, el que manda, señor de siervos, autoridad o señor soberano. Los españoles propagaron el culto a Santo Santiago entre los indios, y escuchaban que le decían al parecer tlatoani. Los hispanos entendieron mal y pensaban que decían tastuán, y así quedó el nombre de la tradición en esas regiones de México[cita requerida].

## Actualidad de los tastuanes

### Vestimenta
Los tastuanes portan una vestimenta especial que se le conoce comúnmente como ajuar, el cual se compone de:
- Una montera, que tiene forma como de medusa, está hecha de un bonete que se elabora a base de una planta conocida como "sotol", en su exterior la montera tiene colas de res previamente curtidas. Hay monteras de colores negro y amarillo, y tamaños variados, pero se tiene que tener en cuenta, que según el lugar varía la forma, tamaño, etc. de la montera.

- Una máscara, la cual lleva bigotes en su exterior, también hechos de colas de res. La mayoría de las máscaras actualmente son de distintos tipos de madera, pero anteriormente se hacían con madera extraída del árbol de mezquite. Para adornar las máscaras, se le coloca debajo de la nariz unas cosas que particularmente se les conoce como "motas" que están hechas de hilaza y las hay de todos colores. También varían según el lugar de la tradición.

- Chivarras o chaparreras, que son las que usan los charros, sólo que éstas son mucho más gruesas y resistentes, ya que deben soportar la lluvia, caídas etc. Principalmente se usan como protección para el tastuán.

- Para complementar el ajuar, se visten con botas según el lugar, chamarras y toallas y paños de los más vistosos colores, haciendo un verdadero atractivo para cualquier persona que los vea.

### Celebración
La celebración se ve en varios pasos. Difiere según el municipio o pueblo dónde se festeje. Principalmente inician actividades festivas en el municipio de Apozol, Zacatecas el 25 de julio y se replica en otras alcaldías como Jalpa, Juchipila y Moyahua ya en los dos principales municipios en que se festeja esto en el Área Metropolitana de Zacatecas,  tienen diversas formas de llevarlo a cabo. En una se hacen con Jugadas, en otras con estaciones, con partidas. Cada una tiene diferentes duraciones o cantidad de personas y demás detalles que no permiten, aún dentro de la misma área metropolitana, hablar de una línea exacta al momento de celebrar esto.
Para resolver lo anterior, se sintetiza en lo ya mencionado, con Santo Santiago; y con este hecho una temática más bien resumida se puede hacer. Esta es:
- Los tastuanes se reparten las tierras
- Hay una batalla
- Se mete Santo Santiago
- Se atrapa, enjuicia y da muerte a Santo Santiago
- Revive Santo Santiago en su caballo y pelea contra los tastoanes
- Victoria de Santo Santiago

En todos los casos, existen variantes. Pueden ser estas desde el padrino de la figurilla del santo, hasta la organización del año próximo. (todas las referencias se encuentran en las citas, que si bien son vídeos, es por cuestión de observación).
Para más información sobre los pasos llevados y el festejo en los poblados de Jocotán y San Juan de Ocotan puede visitar la página  http://www.jocotanysusfiestas.webpin.com